# Paddock (bande dessinée)
Pour les articles homonymes, voir Paddock.
Paddock : Les coulisses de la F1 est une série de bande dessinée humoristique et parodique sur le monde de la Formule 1. Cette série tourne en dérision les acteurs du monde de la Formule 1 en parodiant de nombreuses personnalités de ce sport.

## Présentation
Cette série raconte l'histoire d'une écurie de Formule 1 fictive, appelée « Broken Arms » (littéralement « Bras cassés ») dirigée par Silvio Rutilatore (parodie de Flavio Briatore) avec ses pilotes Aldo Vapapiano, pilote très distrait qui est plus attiré par les grid-girls que par ses chronos en pistes et Jean-Michel Fringuant, pilote pointilleux et soucieux des règlements et fan de Michel Vaillant.

## Personnages

### Équipe Broken Arms
- Silvio Rutilatore : parodie de Flavio Briatore, est le directeur de l'écurie. Il possède un parcours atypique de vendeur sur les marchés, journaliste, écrivain raté et animateur de centre commercial, il devient patron de l'équipe à la suite d'un stage de reconversion payé par l'assurance-chômage. Il est toujours en quête d'un commanditaire financier pour son équipe.
- Aldo Vapapiano : un des pilotes de l'écurie, beaucoup plus intéressé par les mannequins qui arpentent le paddock que par ses temps en piste. Il a un tempérament bagarreur et cherche toujours la bagarre avec son coéquipier. Il lui arrive toujours des ennuis en course, surtout lorsqu'il est en tête.
- Jean-Michel Fringant : un pilote très pointilleux, véritable fan de Michel Vaillant, qui passe son temps à enquêter sur la disparition de son système anti-patinage (en réalité banni par le règlement). Il voit des complots partout et est parfois à la limite de la paranoïa.
- Lerogue est le chef mécanicien de l'équipe, peu aimable et souvent agacé, il lui arrive de s'énerver notamment lorsque la voiture a un problème technique.
- Francis B. : l'ingénieur stagiaire de l'équipe, soupçonné d'avoir été recruté grâce à ses relations : il est en effet le neveu préféré de Bernie E. (parodie de Bernie Ecclestone), le grand patron de la Formule 1. Il possède une imagination débordante qui, très souvent, se retourne contre lui et son équipe.
- Vilin-Furher : un homme d'affaires très riche qui a investi dans l'équipe, sans succès pour le moment.

### Pilotes parodiés
- Michael Choumaker (Michael Schumacher)
- Milky Icekönen (Kimi Räikkönen)
- Philippo Salsa (Felipe Massa)
- Jimi Heinslipenlen (Heikki Kovalainen)
- Sebastien Bretzel (Sebastian Vettel)
- Alfonso Flamenco (Fernando Alonso)
- Albert Rubixcube (Robert Kubica)
- Lewis Badminton (Lewis Hamilton)
- Sébastien Gaffais (Sébastien Bourdais)
- Jason Bouton (Jenson Button)
- David Soulard (David Coulthard)
- Mark Vibreur (Mark Webber)
- Dimitri Smirnov (Vitaly Petrov)

### Autres personnalités parodiées
- Jean-Christophe Baltringue (Christophe Malbranque), commentateur
- Jacques Laffrite (Jacques Laffite), commentateur
- Jean-Louis Pioncet (Jean-Louis Moncet), commentateur
- Denis Poissard (Denis Brogniart), présentateur
- Lionel Froissé (Lionel Froissart), journaliste

## Liste des albums
- Paddock : Les Coulisses de la F1, Vents d'Ouest :

1. 2007  (ISBN 978-2-7493-0396-3).
2. 2008  (ISBN 978-2-7493-0426-7).
3. 2009  (ISBN 978-2-7493-0526-4).
4. 2012  (ISBN 978-2-7493-0580-6).